# Cartuchos wildcat .30-06 Springfield

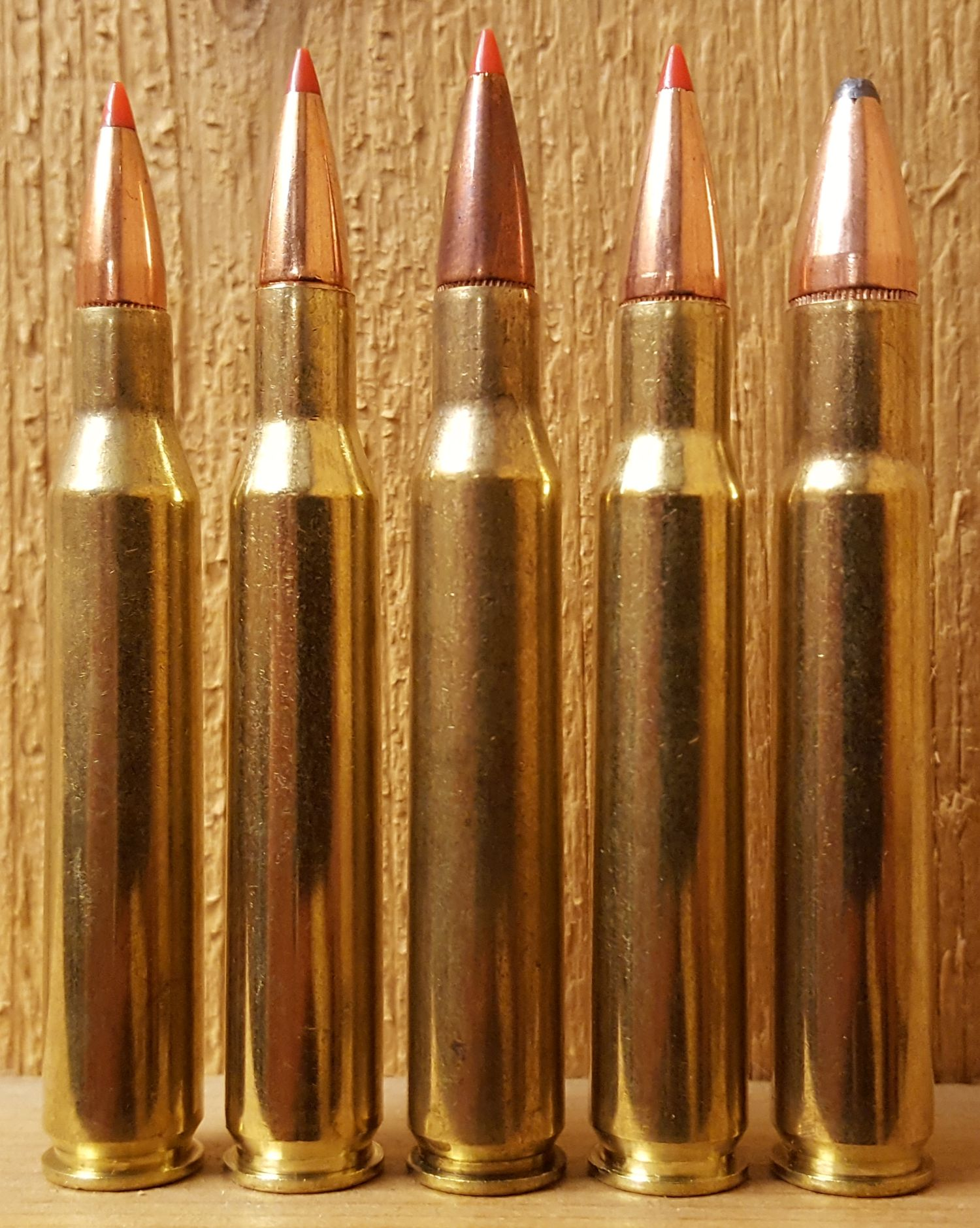
A partir da esquerda: .25-06, .270 Win, .280 Rem, .30-06, .35 Whelen.

O termo cartuchos wildcat .30-06 Springfield se refere aos cartuchos desenvolvidos a partir de um "cartucho pai" .30-06 Springfield por meio do estreitamento ou alargamento do "pescoço" do estojo para acondicionar uma bala menor ou maior em uma tentativa de melhorar o desempenho em áreas específicas. Esses cartuchos wildcat não são padronizados com órgãos de padronização de armas leves reconhecidos, como o SAAMI e o C.I.P.

## O "cartucho pai"

Diagrama do .30-06 Springfield, medidas em milímetros.

## Wildcats .30-06 Springfield
- 22-06 (ou 223-06)
- 6mm-06 (ou 243-06)
- 243 Catbird
- 25-06
- 6,5-06 (ou 6,5mm/06)
- 7mm-06
- 8mm-06
- 338-06
- 35-06
- 375-06
- 400-06
- Ackley Improved
- Gibbs Cartridges